# 奕輝
宗室奕輝（1794年11月14日—1856年12月22日，乾隆五十九年十月二十二日卯時—咸豐六年十一月二十五日午時），或譯名奕煇，正藍旗滿洲人，左翼近支宗室正藍旗第二族奕字輩，怡親王永琅之孫，綿標次子，清朝官員，官至城守尉。

## 生平
道光八年（1828年）二月，授鑾儀衛整儀尉。
十年（1830年）二月，授治儀正。
十四年（1834年）二月，授雲麾使。
十七年（1837年）正月，授冠軍使。六月，授鳳凰城守尉。
二十年（1840年）七月，因三年任滿，依例奏請陛見。
二十二年（1842年）正月，因舊疾復發，回京調養。
二十四年（1844年）九月，因病已痊癒，復授侍衛處二等侍衛。
咸豐二年（1852年）十月，軍政告病人員，補行試驗，准予留任。
六年（1856年）十一月二十五日，卒，年六十三歲。

## 家庭及關聯
- 五世祖父：清聖祖（1654年—1722年）。
- 五世祖母：敬敏皇貴妃（？年—1699年）。
- 高祖父：怡賢親王允祥（1686年—1730年），封怡親王，官總理事務王大臣、管理戶部及宗人府事務、圓明園八旗內務府三旗護軍營掌印總統大臣、議政大臣。
- 高祖母：兆佳氏，尙書瑪爾漢之女，允祥嫡福晉。
- 曾祖父：怡僖親王弘曉（1722年—1778年），襲怡親王，官正白旗漢軍都統，管理理藩院事務。
- 曾祖母：石佳氏，石中玉之女，弘曉側福晉。
- 祖父：怡恭親王永琅（1746年—1799年），襲怡親王，官至總管內務府大臣、正黃旗滿洲都統、圓明園八旗內務府三旗護軍營掌印總統大臣、總管圓明園事務大臣。
- 祖母：瓜爾佳氏，前鋒參領德柱之女，永琅嫡福晉。

### 父母
- 父：綿標（1770年—1799年），封不入八分輔國公，官至正藍旗護軍統領、火器營總統大臣，追封怡親王。
- 嫡母：金佳氏，同知福德之女。追封嫡福晉。
- 生母：劉氏，劉善福之女，綿標妾。嘉慶二十一年（1816年）閏六月封親王側福晉。

### 兄弟
奕輝排行第二，有一兄一弟。
- 怡恪親王奕勳（1793年—1818年），庶母劉佳氏所生，封爵怡親王，諡恪。
- 奕緒（1797年—1800年），庶母方氏所生，早卒，無嗣。

### 妻室
- 嫡妻：穆爾察氏，正白旗满洲蘇普棟阿之女、理藩院尚書正藍旗蒙古都統穆克登布孫女。
- 妾：王氏，王芝薪之女。
- 妾：蔣氏，蔣大之女。

### 子嗣
奕輝育有四子。
- 載福（1818年—1821年），嫡母穆爾察氏所生，早卒，無嗣。
- 未有名（1820年—1820年），庶母王氏所生，早卒，無嗣。
- 載堉（1820年—1865年），嫡母穆爾察氏所生，官至湖廣道監察御史。娶董鄂氏，駐藏大臣瑞元之女、乾隆三十七年進士正藍旗滿洲都統鐵保孫女。
- 載溶（1831年—1835年），庶母蔣氏所生，早卒，無嗣。